# Jeff Palmer
Jeff Palmer, nome d'arte di  David Zuloaga, (Los Angeles, 27 marzo 1975) è un attore e cantautore statunitense che ha recitato in diversi film pornografici gay.

## Biografia

### Giovinezza
David Zuloaga è nato a Los Angeles il 27 marzo 1975, in una famiglia cristiana evangelica, ma è cresciuto a Mendoza, in Argentina, dall'età di due anni. All'età di 14 anni, vide il suo primo film pornografico (con Peter North) che lo ha spinto a voler diventare una pornostar. Ha avuto il suo primo rapporto omosessuale all'età di 15 anni con un amico.
Dopo aver terminato la scuola ha lasciato Mendoza e si è trasferito prima a Córdoba e poi a Buenos Aires, dove ha lavorato come callboy. All'età di 16 anni è andato in Brasile dove ha lavorato come callboy in una sauna gay a San Paolo. Un anno dopo, all'età di 17 anni, si recò in Europa, dove visse, tra l'altro, per quattro mesi ad Amsterdam. Al Blue Boy Club di Amsterdam ha lavorato a volte come prostituto.

### Carriera
A 19 anni Palmer si trasferì a Miami ed un anno dopo debuttò come attore in un film pornografico prodotto da Falcon Studios e diretto da John Rutherford. Col passare del tempo è diventato uno dei modelli più popolari di Falcon Studios. Palmer ha lavorato esclusivamente per Falcon Studios fino al 1999.
Alcune foto di Palmer sono state incluse nel libro illustrato del 1999 Legends. Men of Falcon edito da Bruno Gmünder Verlag. Foto ed immagini fisse di Palmer provenienti dai film Manhandlers, Heatwave e The Chosen sono state pubblicate nel 2009 nel Coffee Table Book Ultimate Falcon: Falcon Studios, una storia delle produzioni di Falcon Studios dal 1972 al 2009, pubblicato anch'esso dalla Bruno Gmünder Verlag. Il pene eretto di Palmer ha funto da modello per un giocattolo sessuale.
Nel 2001 Palmer ha fatto un ritorno nel porno nella produzione della Pacific Sun Entertainment, Palmer's Lust. Nel 2002 ha girato i film porno Jeff Palmer: Raw e Jeff Palmer: Hardcore per lo studio Hot Desert Knights, nei quali viene evitato l'uso del preservativo.
Dopo che è stato infettato dall'HIV nel 1997, Palmer ha inizialmente cercato di combattere l'infezione con agenti antiretrovirali per alcuni anni. In seguito ad alcune ricerche e studi compiuti su internet dall'inizio del 2000, Palmer era un sostenitore della negazione dell'AIDS. In particolare, dopo gli attacchi terroristici dell'11 settembre 2001, Palmer ha ritenuto che l'AIDS e le possibilità di infezione fossero teorie cospirative inventate dal governo degli Stati Uniti. Nonostante la sua infezione da AIDS, Palmer ha continuato a praticare sesso orale non protetto mentre si esibiva nei club con partner sessuali e fans.
Dopo aver vissuto per anni a Portland, in Oregon, Palmer è tornato a vivere in Argentina nell'ottobre 2009. Da allora non ha realizzato altri film pornografici e si è limitato a spettacoli occasionali via webcam sul suo sito personale, che è stato poi chiuso all'inizio del 2016. Nel settembre 2010 è tornato a vivere a Los Angeles.

## Filmografia
- 1997 : Manhandlers (Falcon)
- 1997 : Heatwave (Falcon)
- 1997 : The Chosen (Falcon)
- 1998 : Fever (Falcon)
- 1998 : Betrayed (Falcon)
- 1999 : No Way Out (Falcon)
- 2001 : Palmer's Lust (Pacific Sun)
- 2002 : Jeff Palmer: Raw (Hot Desert Knights)
- 2002 : Jeff Palmer: Hardcore (Hot Desert Knights)
- 2003 : Bareback Leather Fuckfest (SX Video)
- 2005 : Barebacking with Jeff Palmer Volume 3: Gang Fucked (SX Video)
- 2006 : Bareback Boot Camp (SX Video)
- 2007 : Sleazers ll (SX Video)
- 2009 : LA Raw (Raw Riders Studios)

## Riconoscimenti
- 1998 – Men In Video Award per Most Seductive Eyes
- 1999 – Men In Video Award per Best Top

## Discografia

### Singoli
- Conectando (1999)
- Easy (2000)
- Rocktronico (2000)
- Gostoso (2001)
- Why? Porque? (2001)
- High (2001)

### Compilations
- Jeff Palmer's First Music Compilation (2002)
- Second Musical Compilation (2003)